# Andrej Porázik
Andrej Porázik (Bratislava, 27 juni 1977) is een profvoetballer uit Slowakije, die als centrumspits sinds 2008 onder contract staat bij MFK Dubnica. In het seizoen 2006-2007 won hij de landstitel met MŠK Žilina.

## Interlandcarrière
Porázik maakte deel uit van het Slowaaks voetbalelftal dat onder leiding van bondscoach Dušan Radolský deelnam aan het voetbaltoernooi bij de Olympische Spelen in Sydney. Daar leed de ploeg in de eerste ronde twee nederlagen, tegen achtereenvolgens Brazilië (3-1) en Japan (2-1), waarna Zuid-Afrika in het afsluitende groepsduel met 2-1 werd verslagen. Desondanks werd Slowakije uitgeschakeld. Porázik scoorde zowel tegen Brazilië als Japan. Hij speelde in 2004 twee interlands en maakte één doelpunt voor de nationale A-selectie.

## Erelijst
MŠK Žilina
- Slowaaks landskampioen

2007